# Giải vô địch bóng chuyền nữ thế giới
Giải bóng chuyền nữ vô địch thế giới là một giải bóng chuyền quốc tế giữa các đội tuyển quốc gia là thành viên của Liên đoàn bóng chuyền quốc tế (FIVB), cơ quan quản lý bóng chuyền toàn cầu. Ban đầu, khoảng cách giữa 2 kỳ là không cố định, nhưng kể từ năm 1970, họ quyết định tổ chức định kỳ 4 năm 1 lần, nhưng sẽ chuyển sang 2 năm 1 lần bắt đầu từ giải năm 2025. Nhà vô địch gần nhất là đội tuyển Serbia, khi họ lần thứ hai bước lên ngôi vô địch năm 2022 ở Hà Lan và Ba Lan.
Thể thức hiện tại của giải đấu bao gồm vòng loại, diễn ra trong 2 năm trước đó để xác định các đội tuyển đủ điều kiện tham gia giai đoạn sau của giải đấu, thường được gọi là vòng chung kết giải vô địch thế giới. 32 đội, bao gồm đội chủ nhà thi đấu tranh ngôi vô địch ở các địa điểm khác nhau của nước chủ nhà trong thời gian khoảng 1 tháng.
Qua 19 lần (tính đến năm 2022) được tổ chức, đã có 7 quốc gia khác nhau bước lên ngôi vô địch. Nga là đội tuyển nắm giữ kỷ lục 7 lần vô địch giải đấu (5 lần với tư cách đội tuyển Liên Xô). Các quốc gia khác từng lên ngôi vô địch là Nhật Bản (3 lần), Cuba (3 lần), Serbia (2 lần), Trung Quốc (2 lần), Ý (1 lần) và Hoa Kỳ (1 lần).
Giải bóng chuyền nữ vô địch thế giới 2025 sẽ diễn ra tại Thái Lan.

## Lịch sử